# Henri Crouzel
Henri Marie Alfred Crouzel SJ (geboren 1. Januar 1919 in Toulouse; gestorben 29. April 2003 in Pau) war ein französischer Patristiker, der sich auf das Werk des kaiserzeitlichen christlichen Philosophen und Bibelkommentators Origenes spezialisiert hatte.

## Leben
Henri Crouzels gleichnamiger Vater, ein Bibliothekar, nahm als Korporal der französischen Armee am Ersten Weltkrieg teil und infizierte sich in Flandern mit der Spanischen Grippe. Er starb am 17. September 1918 in La Panne und hinterließ die Witwe Madeleine geb. Blazy sowie zwei Söhne Robert (* 1911) und Fernand (* 1913). Der nach dem Tod des Vaters geborene Junge erhielt seinen Namen. Er besuchte das von Jesuiten geführte Collège Saint-Stanislas und die Oberschule Le Caousou in Toulouse, ebenfalls in jesuitischer Trägerschaft. Seine Studien am Lycée Pierre-de-Fermat schloss er mit dem Lizentiat für klassische Sprachen ab und trat ins Noviziat der Jesuiten ein. Nach Beginn des Zweiten Weltkriegs wurde er von der Mobilmachung erfasst, wegen schwerer Erkrankung aber 1942 vom Kriegseinsatz zurückgestellt. Er setzte seine Studien fort. Nach dem philosophischen Lizentiat als Scholastiker studierte er Theologie in Enghien. Kardinal Achille Liénart ordinierte ihn am 30. Juli 1950 zum Priester.
Seit 1952 unterrichtete Crouzel Philosophie am Collège Saint François Régis zu Montpellier, während er seine Promotion zum Thema Theologie des Bildes Gottes bei Origenes vorbereitete. Die Theologische Fakultät der Universität Straßburg promovierte ihn im Dezember 1954. Am Katholischen Institut von Toulouse war er seit Februar 1955 Dozent, seit 1959 Professor für Moraltheologie. Seine Abschlussarbeit an der Sorbonne, die er 1961 einreichte, galt der mystischen Erkenntnis bei Origenes. Ab 1970 unterrichtete er in Toulouse Patristik, sein Hauptforschungsgebiet.

## Lehre
Henri Crouzel galt in den 1970er und 1980er Jahren als führender Origenesforscher und betonte mit Rückgriff auf eine Studie von Franz Diekamp (1899), dass Origenes vom kirchlichen Lehramt nie verurteilt worden sei. Crouzels Origenes war der Sache nach im Einklang mit dem Konzil von Nicäa (325).  Er legte 1985 eine Origenes-Biografie vor, die sich als „Summe seiner langjährigen Origenesstudien […] [verstand,] eine Apologie für den oft ungerecht verurteilten Mann der Kirche.“
Crouzel initiierte den ersten Internationalen Origenes-Kongress, der 1973 im Kloster Montserrat zusammenkam und seither alle vier Jahre stattfindet. Die Beiträge zu diesen Kongressen, die Crouzel bis 1997 leitete, erscheinen in der Reihe Origeniana (wechselnde Verlage, seit 1992 Peeters Publishers).

## Veröffentlichungen (Auswahl)
- Henri Crouzel: Origenes. In: Josef Höfer, Karl Rahner (Hrsg.): Lexikon für Theologie und Kirche. 2. Auflage. Band 7. Herder, Freiburg im Breisgau 1962, Sp. 1230–1235.
- Die Patrologie und die Erneuerung der patristischen Studien. In: Herbert Vorgrimler, Robert van der Gucht (Hrsg.): Bilanz der Theologie im 20. Jahrhundert: Perspektiven, Strömungen, Motive in der christlichen und nichtchristlichen Welt. Band 3. Herder, Freiburg / Basel / Wien 1970, S. 504–529.
- Das Gebet Jesu. In: Internationale katholische Zeitschrift Communio, Band 2 (1973), S. 1–15. (Download)
- Die Spiritualität des Origenes: Ihre Bedeutung für die Gegenwart. In: Theologische Quartalschrift, Band 165 (1985), S. 132–142.
- Origen. T & T Clark, Edinburgh 1989. (Französisches Original: Origène, Paris 1985)